# Dasuk Barat
Dasuk Barat is een bestuurslaag in het regentschap Sumenep van de provincie Oost-Java, Indonesië. Dasuk Barat telt 1008 inwoners (volkstelling 2010).